# Bagit
Bagit és un format jeràrquic de contenidors digitals d'arxius, anomenats bag (bossa), dissenyat per a donar suport al emmagatzematge basat en format disc i la transferència en xarxa dels continguts digitals entre dos ordinadors.

## Definició
El projecte Bagit es crea l'any 2007 a partir de la feina desenvolupada per la Biblioteca del Congrés dels Estats Units i la Biblioteca Digital de California, per tal de transferir contingut d'una biblioteca a l'altra de manera segura per a la seva preservació digital. Una bossa es compon d'un paquet de continguts digitals, i d'etiquetes de metadades per a documentar els arxius d'emmagatzematge i la transferència de la bossa, a vegades s'anomena “bag it and tag it”, que vindria a ser: empaquetar i etiquetar. Les bosses són paquets autònoms que poden contenir qualsevol tipus de document en qualsevol format (de text, fotografies, música, pel·lícules...).
Les bosses són molt útils per a gestionar el contingut digital dins d'una mateixa col·lecció d'arxius, i en permeten l'exportació. Basant-se en un sistema de multi-plataforma, pot incloure qualsevol nombre de directoris i subdirectoris, i carpetes i subcarpetes.
Les bosses tenen almenys tres elements: una càrrega i dues etiquetes. La càrrega útil és el contingut que es vol preservar. La primera etiqueta és un manifest on hi figuren els arxius que componen el contingut, junt amb les sumes de comprovació. La segona etiqueta és un bagit.txt, que identifica el contenidor com una bossa, i en dona la versió de l'especificació utilitzada i la codificació dels caràcters de les etiquetes. L'especificació també permet diverses etiquetes opcionals.

## Aplicació
Les biblioteques Bagit s'han desenvolupat per a Java, Python, Ruby i els llenguatges de programació PHP; també contenen un mòdul de Drupal i una aplicació d'escriptori. Tots ells accepten la creació, manipulació i validació de les bosses.
La biblioteca Java que va desenvolupar la Biblioteca del Congrés és la implementació de referència, i és coneguda com la biblioteca Bagit. Es pot executar com una eina en línia d'ordres independents, o incorporats a les aplicacions.

## Eines
La Biblioteca del Congrés té una sèrie d'eines amb llicència oberta per a crear i enviar bosses.
S'han creat una sèrie d'eines que poden facilitar la creació de bosses en entorns diversos de programació:
- Archive::BagIt: Perl
- BagIt Library: Java
- Bagger GUI: Java
- BagIt gem: Ruby
- bagit: Python
- pybagit: Python
- BagIt GUI: JRuby
- BagItPHP: PHP